# 1987 DM6
1987 DM6 är en asteroid i huvudbältet som upptäcktes den 23 februari 1987 av den belgiske astronomen Henri Debehogne vid La Silla-observatoriet.